# Sacilei csata
A sacilei csata 1809. április 16-án zajlott le az Eugène de Beauharnais herceg, Itália alkirálya, Napóleon fogadott fia által vezetett francia-olasz és a Habsburg–Lotaringiai János főherceg által vezetett osztrák erők között. A csatában az osztrákok meghátrálásra kényszerítették a francia császár nevelt fia által vezetett, létszámban kisebb francia csapatokat.

## Előzmények
Az ötödik koalíció létrehozásának a fő kezdeményezője a Habsburg Birodalom volt. Ez a háború az Osztrák Császárság számára más volt, mint az előző koalíciós háborúk, ugyanis feljavult az osztrák hadsereg harci szelleme és győzni akarása.

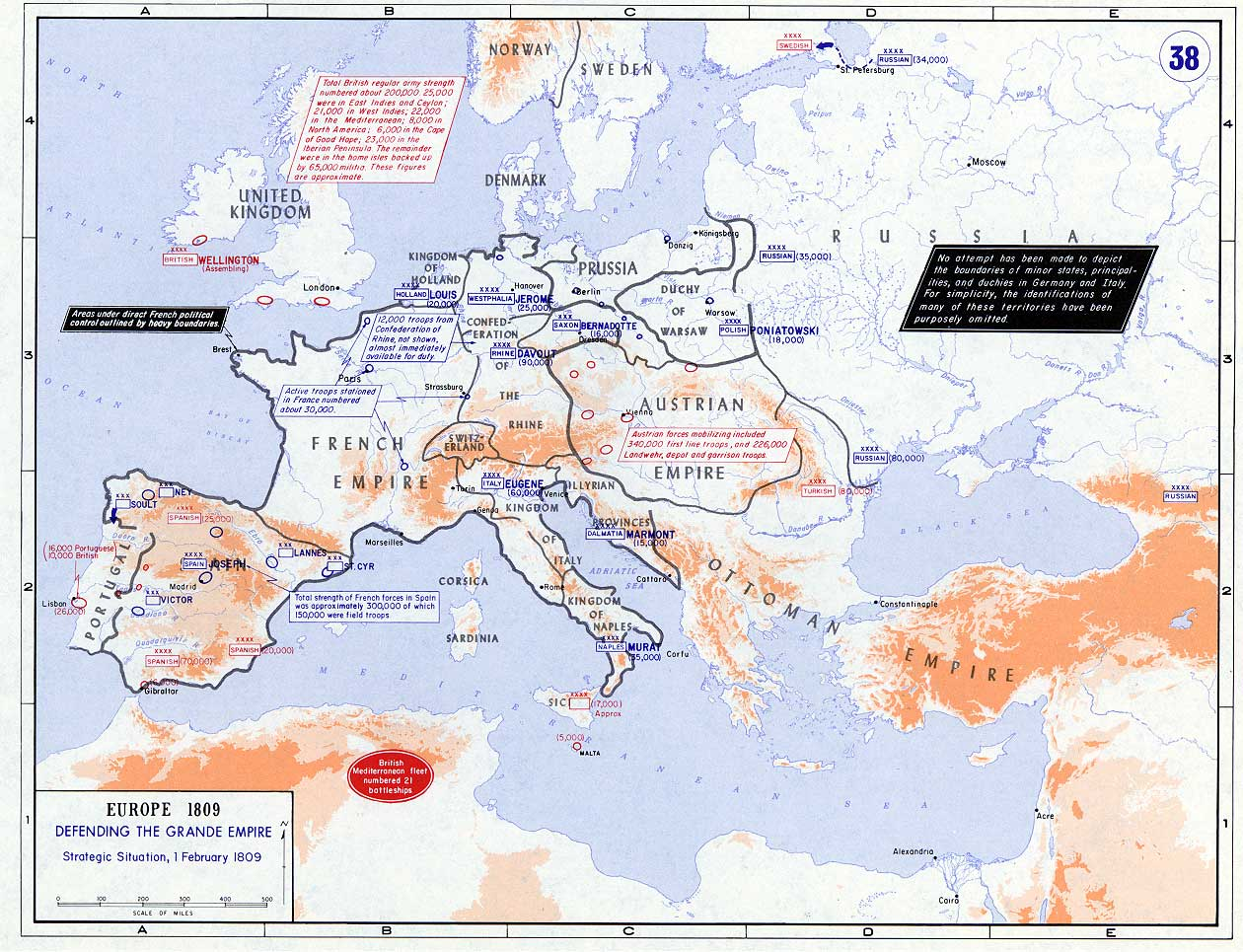
Katonai helyzet Európában 1809 februárjában

Az ötödik koalíció 1809-ben alakult meg az Egyesült Királyság, a Habsburg Birodalom, a Szárd–Piemonti Királyság és a Szicíliai Királyság részvételével a schönbrunni békéig.1809. április 9-én Ausztria hadat üzent Franciaországnak.

## A csata
János főherceg seregével átlépte a francia csatlós Itáliai Királyság határát. A francia és itáliai csapatokat visszavonulásra kényszerítette, és arra, hogy soraikat a Tagliamento folyó mögé visszahúzódva rendezzék. Eugène de Beauharnais, hogy elébe vágjon a főherceg fenyegető támadásának, csapatait a határon Friuli és Velence között helyezte el. Grenier 3. hadosztálya  látta el Sacile védelmét. Eugene herceg megszervezte a város védelmét és előkészítette seregét az ellentámadásra.
Az osztrákok április 16-án érkeztek Saciléhez, miután néhány kisebb összecsapás késleltette őket Pordenonénál és Ospedalettónál. Ez előbbinél (Pordenonénál) Frimont osztrák tábornok (Palota grófja) legyőzte az ellenség hátvédjét, ekkor 4 ágyút és 3 ezredsast vett el a franciáktól. A harcok nagy része a folyón újonnan épített hídnál zajlott. Harcok az egész délelőtt tartottak, amíg az osztrákok szárnya előretört és francia vonalat visszavonulásra késztette, Eugène herceg, Itália alkirálya kénytelen volt meghátrálni. A franciák visszahátráltak a Piave folyóig, ahol mindkét fél később újra találkozott egy másik csatában.

## Következmények
A forrásokban a veszteség adatok eltérőek: 3000–6500 katona a francia oldalon, az osztrák félen a veszteség „csak” 2836 fő volt. Továbbá az osztrákok zsákmányoltak 15-19 ágyút és 3 francia hadisas jelvényt, foglyul ejtettek 3 tábornokot és 6000 katonát.
Eugène, a császár fogadott fia ezt írta Napóleonnak: „Atyám, elnézésedet kérem! Féltem attól, ha meghátrálok, hibáztatni fogsz. Csatáztam, és veszítettem.”
Az osztrákok április 17-én a csatatéren pihentek. A nagy esőzések miatt csak április 19-én próbálkozhattak meg az ellenség üldözésével. Ragyogó győzelmüket nem aknázták ki, ez később megbosszulta magát.

## Fordítás
- Ez a szócikk részben vagy egészben  a   Battle of Sacile című angol Wikipédia-szócikk fordításán alapul.  Az eredeti cikk szerkesztőit annak laptörténete sorolja fel. Ez a jelzés csupán a megfogalmazás eredetét és a szerzői jogokat jelzi, nem szolgál a cikkben szereplő információk forrásmegjelöléseként.